# Allée couverte du Bois de Belleville
L'allée couverte de Belleville est une sépulture sous dalle située sur la commune de Vendrest dans le département de Seine-et-Marne.

## Historique
La sépulture fut découverte en 1908 par P. Reynier : « des carriers, en exploitants des grès (pour en faire des pavés), ont mis au jour une sépulture. En ayant été informé, je me suis rendu sur les lieux ; et j'ai constaté que sous un gros bloc de ces grès, d'une épaisseur de 1,60m, se trouvaient de nombreux ossements. Après les avoir examinés, il n'y avait plus de doute possible: c'était bien une sépulture néolithique ». Elle est fouillée puis restaurée en 1909-1910 par Marcel Baudouin. Elle est propriété de la Société préhistorique française depuis 1908.

## Description
L'édifice est improprement appelé allée couverte. Il s'agit en fait d'une cavité creusée sous dalle dans le sable dont les parois sont constituées de murets en pierre sèche. Deux dalles placées verticalement, tels des orthostates mais sans soutenir la dalle de couverture délimitent l'entrée de la chambre (0,55 m de large). La chambre sépulcrale mesure 6,20 m de longueur pour une largeur variant de 1,65 m près de l'entrée à 1,80 m près du fond. La hauteur sous dalle est de 1 m. Lors de la découverte de l'édifice, il comportait deux dalles de couverture dont une seule subsiste aujourd’hui (4,60 m de longueur, 2,70 m de largeur, 1,40 m d'épaisseur). Toutes les dalles sont en grès de Beauchamp, les murets et le dallage au sol sont en plaquettes de calcaire de Saint-Ouen.
Lors de la restauration de la tombe, des barres métalliques furent posées au plafond de la chambre et un mur fut construit face à l'entrée afin de retenir la terre.

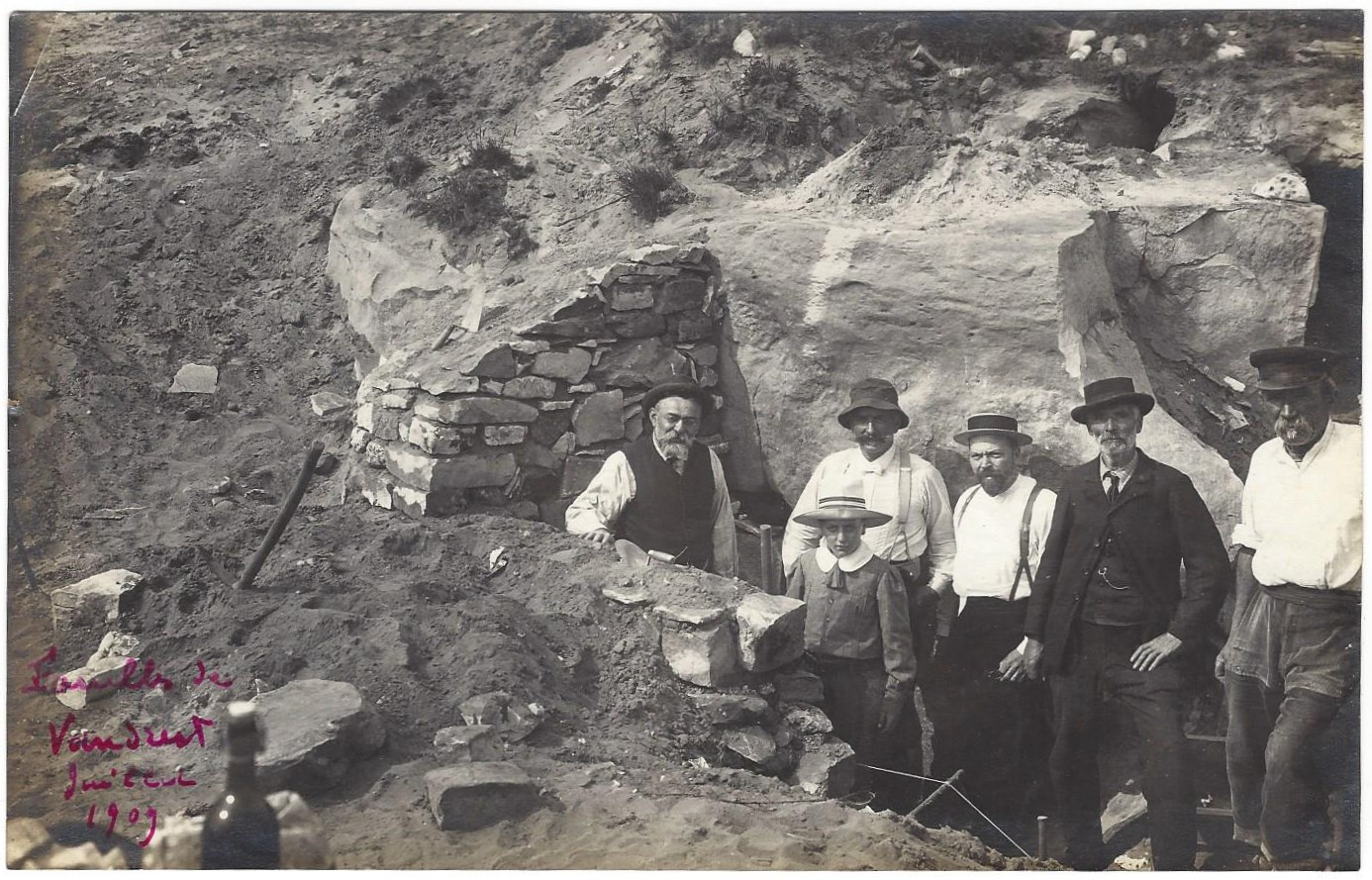
Fouilles et restauration de la sépulture néolithique de Belleville à Vendrest Juillet 1909 par Marcel Baudouin (à gauche sur la photo).

## Fouille archéologique
Les inhumations correspondent à deux types d'utilisations successives : un premier dépôt d'incinération, puis un ossuaire. La couche archéologique inférieure était constituée d’ossements humains brisés sur 15 cm à 20 cm d'épaisseur, ces ossements étaient en partie calcinés. L'incinération des ossements secs, correspondant à une trentaine d'individus, fut réalisée en dehors de la chambre avec un faible bûcher. Cette première couche fut recouverte dans un second temps d'un dallage sur lequel reposait la couche supérieure, constituée d’ossements bien conservés sur 30 cm d'épaisseur. Les squelettes avaient été précédemment décharnés à l'extérieur. Ils correspondent à l'inhumation de près de cent trente individus.
Le matériel archéologique découvert comporte cinq haches polies (1 en diorite, 4 en silex), des outils en silex (fragments de poignards, lames et éclats), cinquante-deux armatures de flèches tranchantes, une armature de flèche pédonculée, un lissoir en os et deux gaines de hache en bois de cerf. Les éléments de parure sont constitués de perles discoïdes en craie, de spongiaires et cardiums perforés, d'une dent de chien percée et de cailloux perforés naturellement.
Ce matériel a conduit Gérard Bailloud à attribuer la sépulture à la culture Seine-Oise-Marne.